# 2018年—2019年美国联邦政府停摆事件
2018－2019年美國聯邦政府停擺事件（英語：United States federal government shutdown of 2018–2019）自2018年12月22日0时（北美东部时间）开始，持续至2019年1月25日約21時半。在此期间，美國聯邦政府由於預算不足，有9个联邦政府执行部门部分或全部关闭，大约四分之一的政府活动以及80万名政府员工受到影响，美國經濟損失達30億美元。
这次停擺為時35日，超過1995年至1996年的21天停擺紀錄（時任總統為比尔·克林顿），成為美國政府史上歷時最長的停摆。
此次停摆源于国会未能打破美墨边境墙的57亿美元预算僵局。民主党控制的众议院拒绝通过包括邊境圍牆的拨款法案，理由是總統特朗普违背了建造墙的费用将由墨西哥支付的竞选承诺，其後众议院投票决定在不包括特朗普要求的资金的情况下通过这项拨款法案。然而，特朗普仍坚持要求包括修建隔离墙的资金，并表示他将否决任何不包括这些资金的法案。参议院多数党领袖米奇·麥康諾因考虑到特朗普不会支持的任何进一步拨款法案，甚至是他以前允许通过的法案，于是反过来阻止共和党控制的参议院通过任何法案。
2019年1月25日，特朗普同意通过了一项法案（其中并不包括特朗普要求的在美墨边境建墙的费用），重新开放政府三周，以便继续进行边境安全谈判以达成新拨款法案。特朗普暗示，如果国会未能在2月15日之前达成协议，联邦政府会因为他不同意相关的拨款法案而再次停摆，或者他将宣布進入国家紧急状态擴大權限挪用资金來建造隔离墙。2月15日，特朗普簽署不含建牆費用的政府預算，同時宣布進入国家紧急状态以取得建牆費用，即為美國南部邊界國家緊急狀態。2月26日及3月14日，眾議院和參議院先後通過終止國家緊急狀態；3月15日，川普對此動用否決權。
停摆期间进行的多项民意调查显示，特朗普总统的支持率下降，绝大多数选民反对将停摆作为边境墙预算谈判的筹码。

## 背景
在2016年的竞选期间，特朗普一再承诺在美墨邊界建造一座“大而美丽的墙”，并声称将完全由墨西哥支付这笔费用。而墨西哥拒绝为美国边境墙提供任何资金。2018年，特朗普开始要求为修建边境上边境约700英里的隔离墙提供180亿美元的联邦拨款，用于取代根据2006年安全围栏法案建造的654英里的围栏。2018年12月开始，特朗普改变了口径，将“墙”改称为“屏障”甚至“钢板条屏障”、“围栏”等词汇，来缓和民主党的反对。12月25日，他宣布计划在2020年的选举日前完成500至550英里的围墙的建造和翻新。
2018年9月，国会通过了2019财政年度联邦预算（H.R. 5895和H.R. 6157）两份拨款法案，这些法案于2018年10月1日开始实施。这些法案合并了之前的5项一般性拨款法案，占联邦选择性拨款的77％，并在12月7日之前为其余机构提供持续决议案。自1997财政年度之后的22年以来，这是第一次按时颁布五项法案。12月6日，国会通过了第二项决议（H.J.Res. 143）使拨款持续到12月21日，为特朗普拟议的边界墙提供更多时间进行谈判，但在同时，喬治·H·W·布希之死及國葬导致边界墙的谈判被推迟。
12月19日，参议院通过了第二项持续决议案，即2019年进一步追加拨款法（H.R. 695），使拨款能一直持续到2019年2月8日。但是特朗普在第二天宣布他不会签署不含美墨筑墙经费的临时支出法案。众议院于12月20日通过了一项持续决议案，在其中增加了50亿美元的隔离墙支出和80亿美元的灾难援助。而参议院谈判的分歧导致当天没有通过一项持续的决议，以致联邦政府从12月22日开始因没有拨款而部分关闭。特朗普总统宣布他将取消他计划前往海湖庄园的圣诞节之旅并留在华盛顿特区。国会在圣诞假期间休会。

## 停摆

### 第115届国会
参议院于12月27日重新召开会议，共和党参议员派特·羅伯茲主持了会议，但仅召开了四分钟。众议院短暂地重新召集，共和党多数派史蒂夫·斯卡利斯说，议员们不应期待2018年的剩余时间能有任何进一步投票。民主党众议院议员吉姆·麥克高文试图继续讨论参议院已经否决的短期资金法案，但共和党人拒绝让他发言。国会随后再次休会，直到2019年1月2日，即第115届美国国会的最后一天。

### 第116届国会
新一届国会于2019年1月3日开始，在新议员宣誓就职和选举议长后，众议院以239-192票通过了为国土安全部提供资金直至2月8日的拨款法案（H.J.Res. 1），还以241-190票通过五个拨款法案（H.R. 21），为其他政府部分提供资金，其中包含了13亿美元的边境安全资金，但没有为边界墙提供额外资金 。
从1月9日开始，民主党控制的众议院分别投票支持四项拨款法案：
- 金融服务和一般性政府拨款法案(H.R. 264)：恢复财政部（包括美国国家税务局），联邦司法机构，哥伦比亚特区[26]和一些独立机构（英语：independent agencies）（包括联邦通信委员会、聯邦貿易委員會、总务管理局（英语：General Services Administration）和美国证券交易委员会）[27]。众议院于1月9日以240-188票通过这项法案，其中所有民主党人和8名共和党人投票赞成，其他共和党人均投票否决[28]。
- 农业、农村发展、食品药品管理局和相关机构拨款法案（H.R. 265）：恢复对农业部（包括对補充營養協助計畫)、食品药品监督管理局和相关实体的拨款。1月10日，众议院以243-183票通过了该法案[29][30]。
- 交通、住房和城市发展及相关机构拨款法案（H.R. 267）：恢复对運輸部、住房及城市發展部（包括一些联邦抵押贷款计划）的拨款。1月10日，众议院以244-180票通过该法案。[29][30]
- 内政、环境及相关机构拨款法案（H.R. 266）：恢复对美国内政部、国家环境保护局和相关机构（包括史密森尼学会的拨款）。1月11日，众议院以240-179票通过[31][29][30]。

然而，参议院多数党领袖米奇·麥康諾称共和党不会在参议院支持任何法案，除非得到特朗普的支持。来自缅因州的蘇珊·柯琳絲、阿拉斯加州的麗莎·穆爾科斯基和科罗拉多州的科里·加德納三位共和党参议员呼吁消除分歧来结束停摆的现状。柯琳絲和加德纳表示，他们支持众议院的预算法案，以结束停摆。来自西弗吉尼亚州的雪萊·摩爾·卡皮托表示，如果谈判仍是关于边界墙，她可以选择让步来结束停摆 。
1月16日，米奇·麥康諾再次阻止了众议院通过的法案进入参议院审议。
1月24日，参议院对共和党提出的议案进行表决。该议案包括对“关门”政府部门的长期拨款、总统特朗普要求的57亿美元建墙费用等。最终以50票赞成、47票反对的结果，因赞成票未达到60票，而未能通过。随后，参议院对民主党提出的议案进行表决。该议案之前已经在众议院表决通过，包括让政府部门正常运转至2月8日的临时拨款，但不包括特朗普建墙费用。按照民主党人意见，在政府“开门”后，再进行关于边境安全拨款的讨论。最终，该方案获得52票支持、44票反对，同样未能通过。

#### 特朗普擬宣布国家紧急狀態

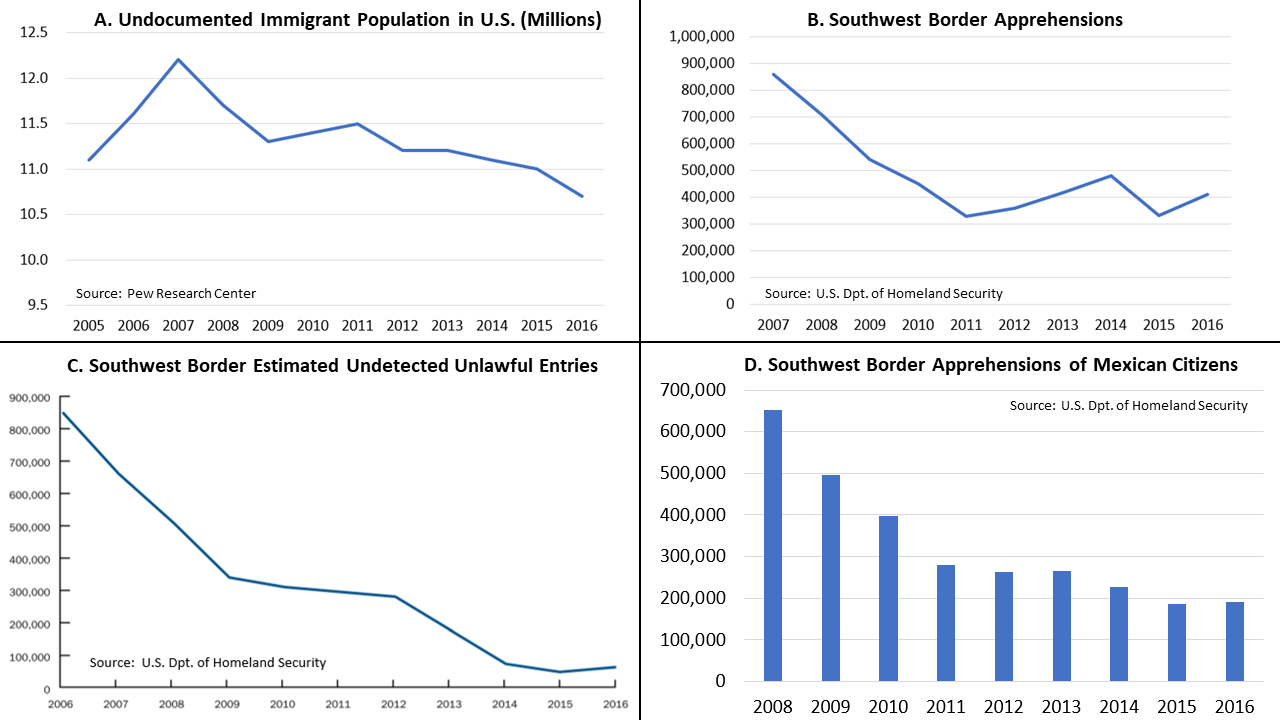
在过去十年中，美国境内的非法移民人口和西南边境的被逮捕人数实际上都在显著地下降。

1月8日在记者招待会上，一位记者问特朗普他是否正在考虑宣布国家紧急状态，特朗普回答说：“如果我愿意，我有绝对有权利宣布国家紧急状态。”此后，特朗普一再威胁要宣布国家紧急状态，在没有国会授权的情况下单方面下令修建隔离墙。纽约时报报道称，特朗普的一些顾问，包括他的女婿贾里德·库什纳都试图劝阻过他。
1月11日，特朗普再次声称他随时有权宣布国家紧急状态，但并不急于这样做，并表示他宁愿看到国会正常运作并且民主党人回来投票。然而第二天，他在呼吁民主党人尽快达成协议时，再次威胁要宣布国家紧急状态。
民主党称，特朗普在未经国会批准时没有权利宣布国家紧急状态。耶鲁法学院教授布鲁斯·阿克曼说这将会违犯宪法。布伦南司法中心的学者伊丽莎白·戈伊廷认为特朗普可以提出一个可归责的理由，即转移军事建设拨款用于边界墙建设，但这样做会滥用权力。

#### 協商進程
民主党在2019年初夺回众议院控制权，佩洛西重任议长后一度邀请特朗普在1月29日到国会发表国情咨文演说。但在1月16日，众议院议长南希·佩洛西致函特朗普，除非联邦政府在本星期重新开门，建议特朗普改期发表国情咨文演说或以书面形式递交国情咨文。佩洛西解釋說，总统在国会发表国情咨文演说屬於“国家安全特别事件”，需要多家机构精心策划保安措施，而美国特勤局和美国国土安全部的经费中断迄今已有26天，关键部门因无薪假而受到掣肘。美国国土安全部部长基尔斯琴·尼尔森反驳了佩洛西提出的安全顾虑。她表示美国特勤局和美国国土安全部在支持国情咨文演说并保障其安全方面做好了“充分准备”。
1月17日，众议院议长佩洛西准备乘军机启程前往阿富汗，特朗普写信通知佩洛西，因政府停摆，80万美国工人没有领到工资，她的国际访问被推迟。并且表示政府停摆结束后，会重新安排佩洛西的出访。
1月19日，總統特朗普提议将DACA计划延长3年，允许他们继续在美合法工作。他还支持将TPS持有者的签证延长3年，以换取57亿美元资金修建边境墙。针对特朗普的提议，民主党高调表示拒绝。

## 解决

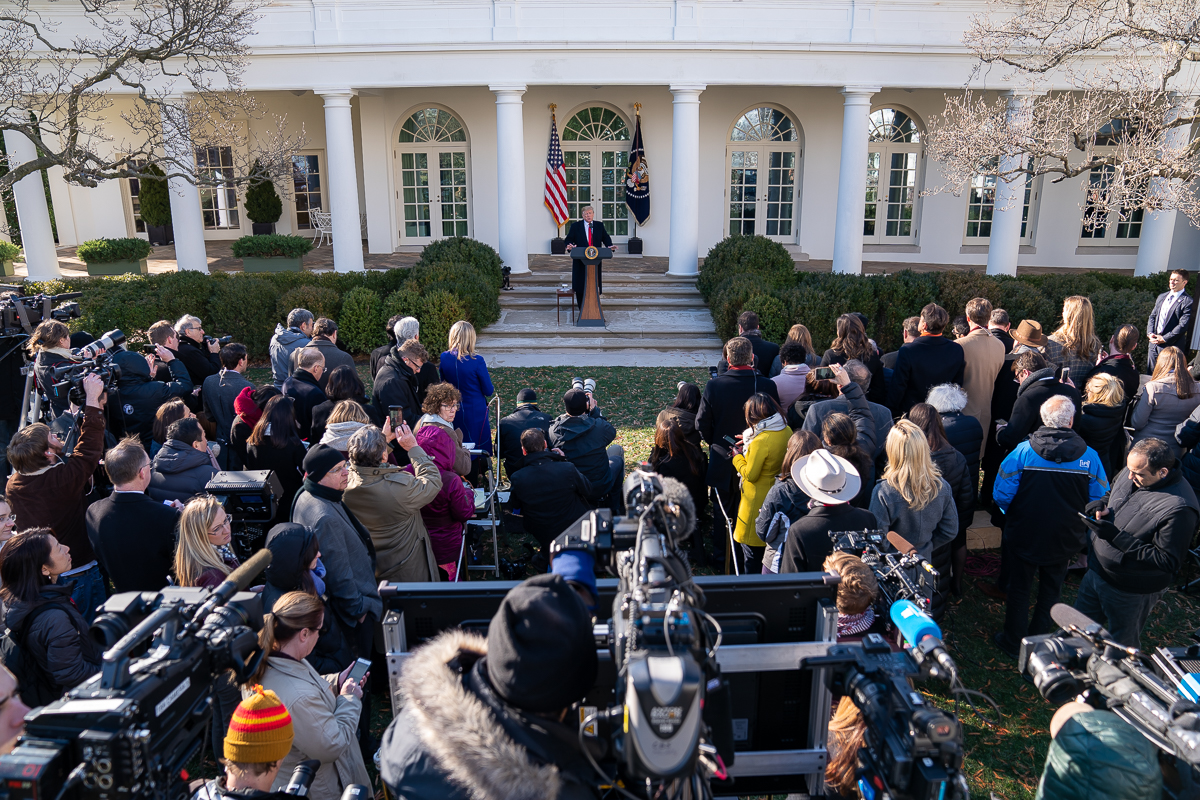
特朗普总统宣布了一项为期3周的临时拨款法案，白宫玫瑰园将于2019年1月25日重新开放

1月25日，特朗普总统宣布支持为期三周的临时拨款法案，使得联邦政府重新开始运行直至2月15日，法案中不包括特朗普要求在美国和墨西哥边境建墙的费用，同时还将为联邦雇员补发工资。当天晚些时候，参议院和众议院一致通过了表决投票，特朗普亦于当天签署了该法案，结束了停摆。
2月15日，川普簽署不含建牆費用的政府預算，同時他宣布進入國家緊急狀態以取得建牆費用，即為美國南部邊界國家緊急狀態。2月26日及3月14日，眾議院和參議院先後通過終止國家緊急狀態；3月15日，川普對此動用否決權。

## 影响
《华盛顿邮报》预计影响较小，因为关闭的开始恰逢圣诞节为期四天的周末。如果停工延长到正常工作日，预计将有210,000名联邦雇员从受影响机构的800,000名工作人员中“被迫放无薪假”，其中包括210万名民用非邮政联邦雇员。

### 联邦政府员工
被解雇的联邦工作人员和他们的家人开始在社交媒体上通过标签“#ShutdownStories”来分享他们在圣诞节的艰辛故事，如无法支付租金、账单和抵押贷款。
2019年1月4日，“华盛顿邮报”报道称，由于国会仍未就支出法案达成共识，联邦政府仍未能摆脱因资金不足而停摆的困境，数百名特朗普政府高级政府任命人员将在第二天获得大约10,000美元的加薪。白宫新闻秘书莎拉·桑德斯表示，“待付工资的加薪”是“停摆不必要的副产品” 。
1月11日，众议院以411-7票一致通过了一项法案，规定一旦拨款恢复，联邦雇员将获得补发工资。特朗普总统于1月16日将该法案签署为法律。

### 航空工作者
美国的空中交通管制员属于联邦雇员，受到联邦政府停摆的影响，但他们因职位的重要性必须无偿工作。国家空中交通管制员协会于2019年1月11日起诉了联邦政府，声称16000名空中交通管制员在无薪状态下工作，侵犯了他们的宪法权利和联邦最低工资法。这是自关闭开始以来针对联邦政府的第三起诉讼。
美國航司與航機安全檢查員由於被認為非必要而被命令停工，亦導致達美航空預計於2019年一月啟航的空中客车A220客機無法及時獲得適航許可而被迫推遲。達美航空將使用其他機型執飛原計畫使用該航機執飛的航線。
此次聯邦政府停擺亦使國家運輸安全委員會无法协助墨西哥政府调查2018年普埃布拉州直升機墜毀事故，该事故导致一名州长和参议员丧生。

### 经济影响
标准普尔1月11日发布的分析报告显示，联邦政府停摆已使美国经济损失36亿美元。白宫经济顾问委员会在1月15日估计显示关闭会使经济增长每周减少0.13%，经济增长的总体减少0.5%。华盛顿都会区的145,000名联邦工作人员和112,500名联邦承包商的休假使区域经济每天损失1.19亿美元，占该地区经济总产值的7.3％。停摆同时也对州和地方政府的预算产生了不利影响，因为各州在联邦政府停摆期间，将部分预算用于补偿一些资金不足的联邦服务，使其能继续运作。
一些经济学家认为，延长关闭可能会减少消费者信心并加剧推动美国经济陷入衰退的风险。关闭直接影响了美国近3％的劳动力，包括在800,000名联邦政府雇员和约400万联邦承包商。在典型的经济衰退中，失业率上升2-4％。这些家庭的支出会随之减少，加上政府提供服务的减少可能会产生类似于典型经济衰退的宏观经济结果。

### 国家公园和首都博物馆

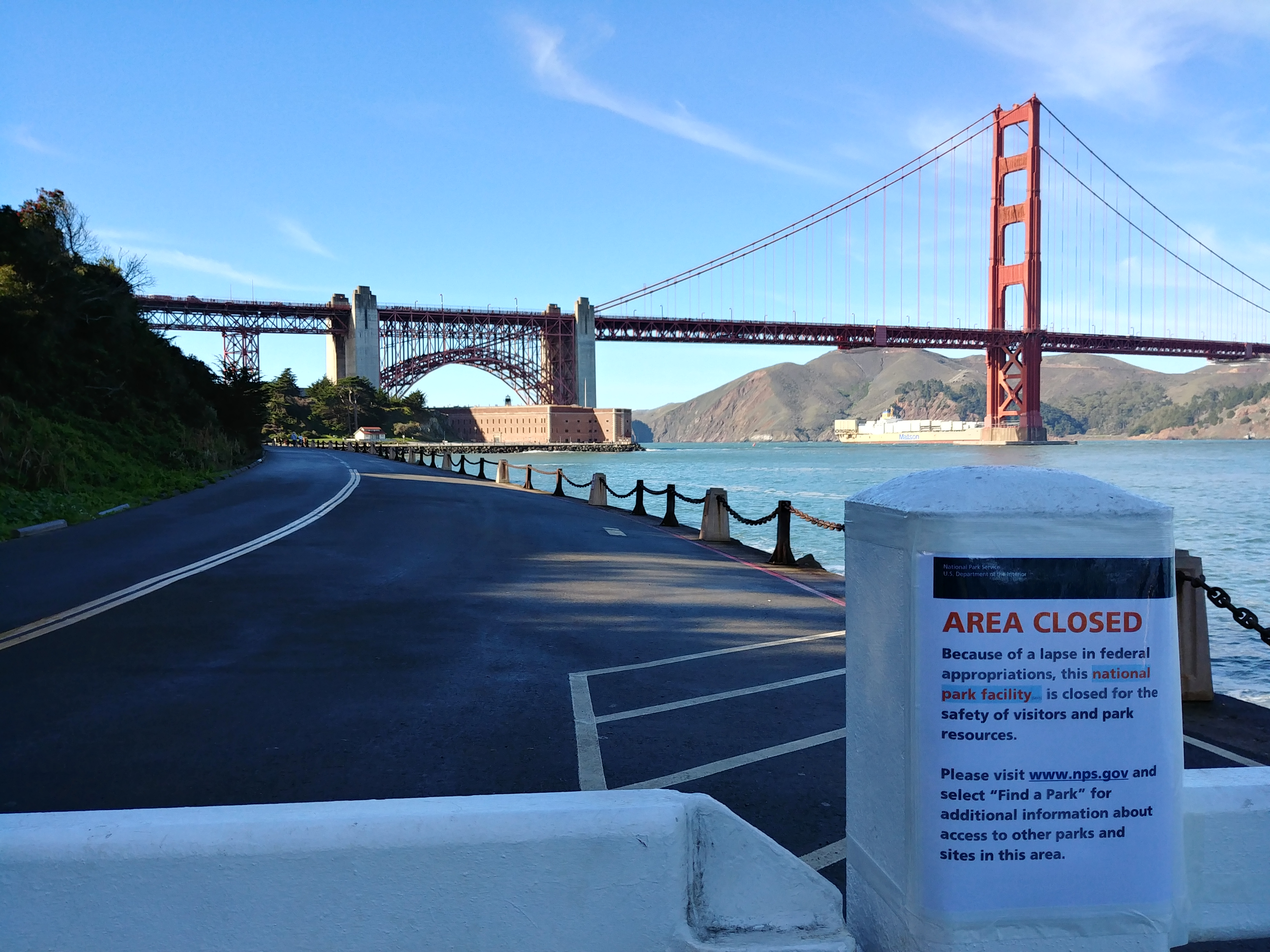
停摆事件期间的Fort Point, San Francisco

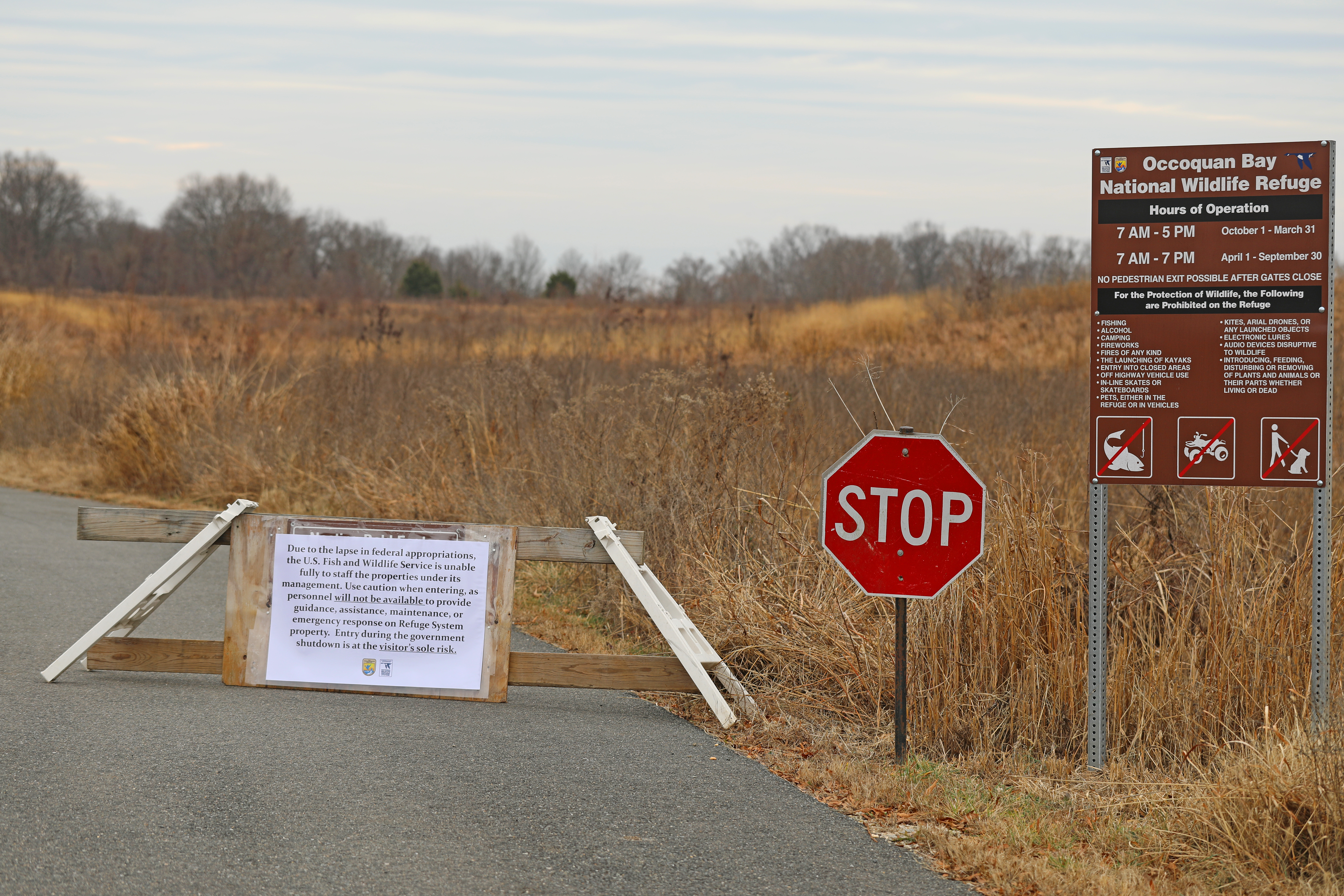
2019年1月3日，停摆事件期间的Occoquan Bay National Wildlife Refuge

“华盛顿邮报”预计，与2018年1月停工一样，国家公园将尽可能开放，但不会有工作人员并且会关闭一些建筑。政府停摆对不同国家公园的影响有所不同，一些仍然可以通过调配人员继续开放，一些人从州或慈善团体获得资金，另外的只能被迫关闭。公共土地信托基金会总裁兼首席执行官黛安·雷加斯呼吁特朗普关闭所有国家公园以保护公众：在关闭的第三周，三个人在国家公园内死亡。有线电视新闻网报道称，这个数字只是通常水平。2019年1月1日，公园系统出现了存在大量垃圾堆积，公共厕所溢出以及难以得到急救的问题。2019年1月4日，有人在優勝美地國家公園发现了一具尸体，鉴定结果表明其已经摔倒在地死亡一周，却一直没有人报告。

### 其他机构
2018年12月22日，印度尼西亚巽他海峡发生海啸。因政府停摆，美国地质调查局无法提供这次海啸的数据。
2019年1月3日星期四中午开始，联邦通信委员会暂停了运营，联邦通信委员会主席阿吉特派已取消了他的消費電子展之旅。联邦贸易委员会还暂停了一些在线业务。美国国家环境保护局和美国能源部的能源之星网站在停摆期间无法使用。
英国网络安全公司Netcraft报告，约八十多个.gov的美国政府网站安全证书已经过期，这些网站访问者将面临遭受中间人攻击的风险，但BBC报道称，许多网络安全专家一致认为，访问者面临的风险有限。

## 反应

### 抗议和诉讼

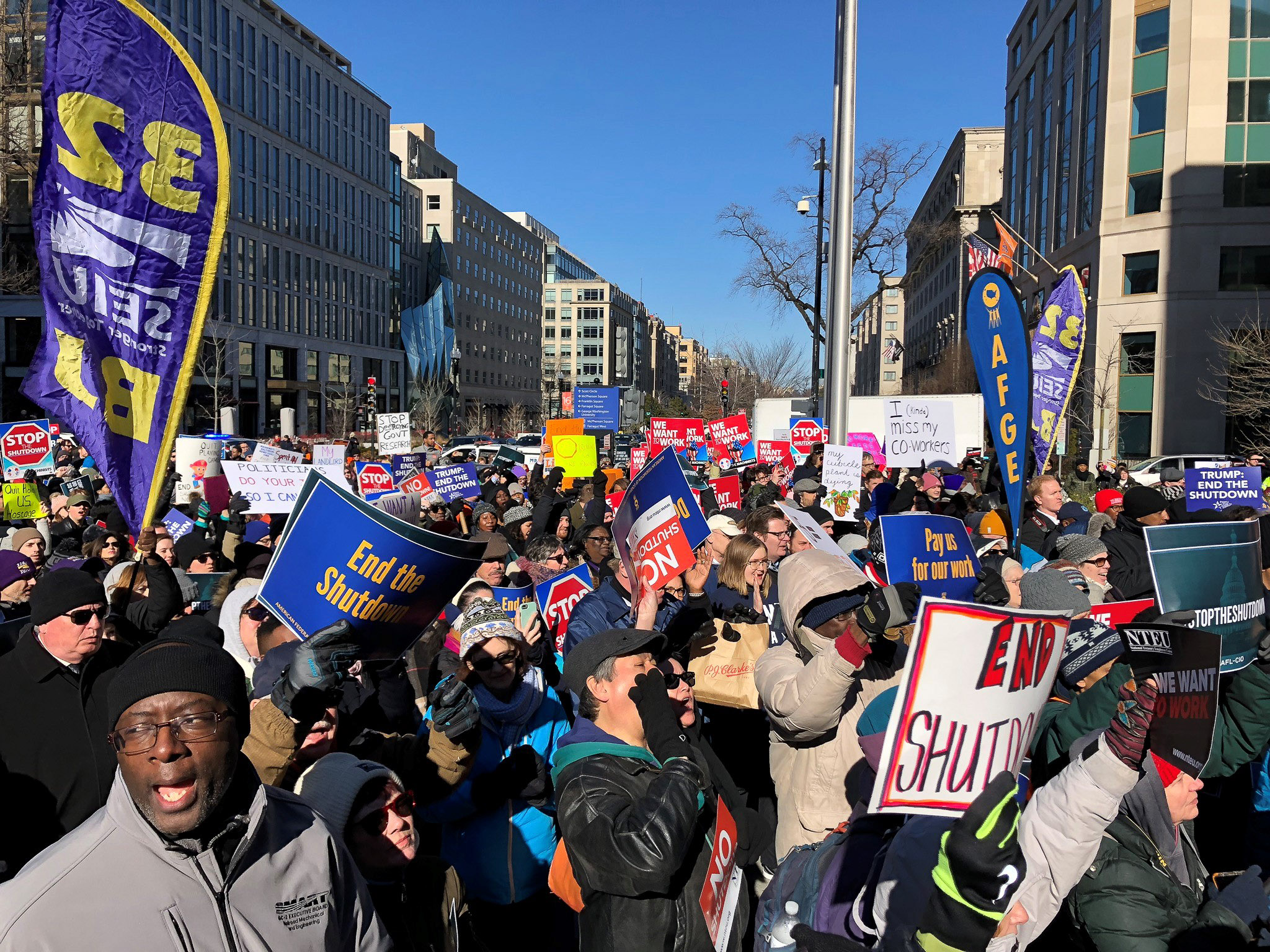
American Federation of Government Employees2019年1月10日在华盛顿特区抗议

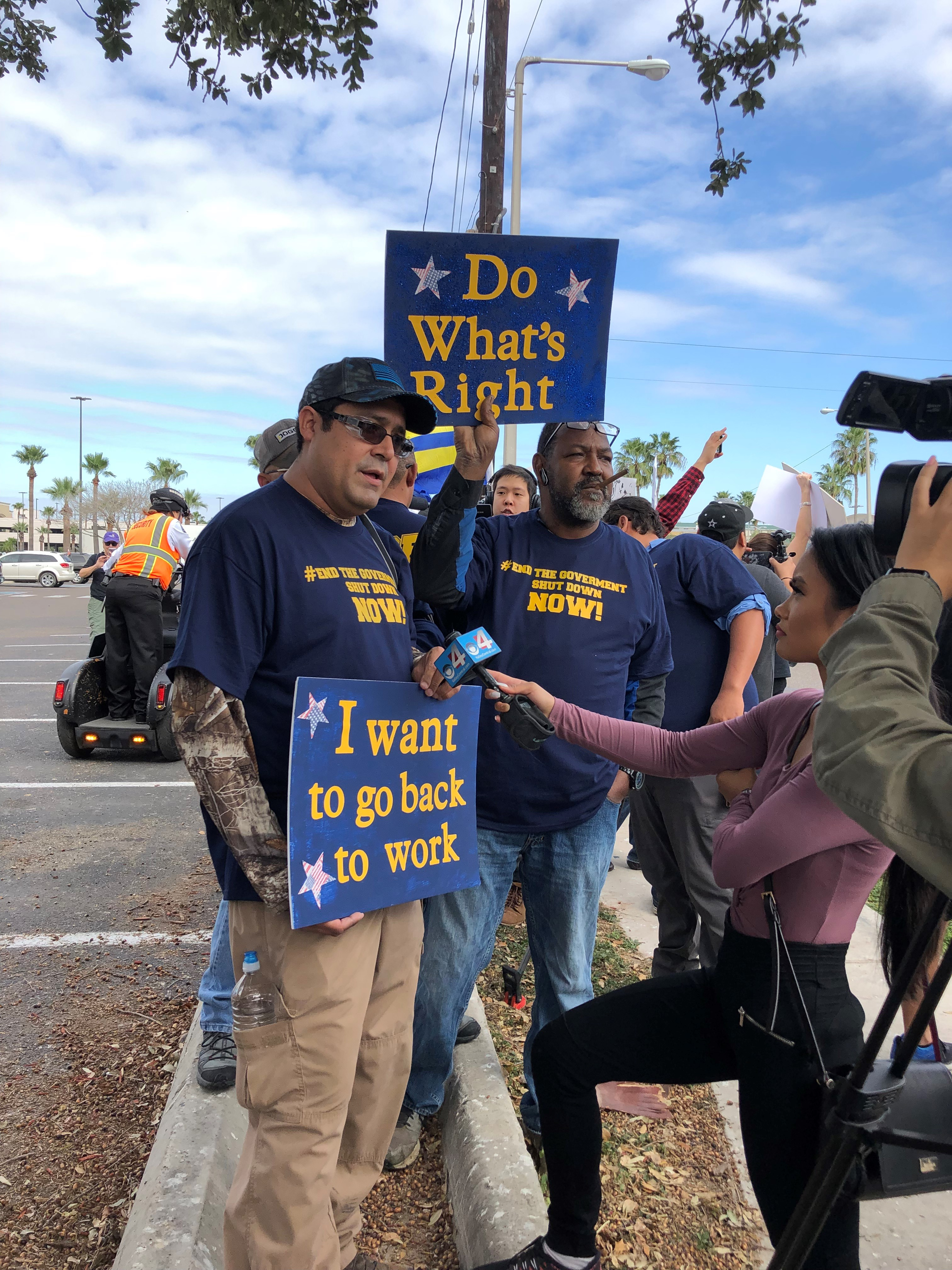
工会成员于2019年1月11日在德克萨斯州麦卡伦举行集会

1月10日，美国联邦政府雇员联合会以及其他几个工会宣布计划在美国东部时间下午1点在华盛顿特区抗议政府停摆。美国联邦政府雇员联合会的领导人表示，他们曾希望将联邦工作人员带到总统家门口并向他表明，受停摆影响最大的是个体工人。然而，特朗普总统已在当天早些时候离开前往德克萨斯州的美墨边境。
类似的抗议活动发生在费城和圣路易斯等城市。
抗议活动后不久，美国政府雇员联合会起诉特朗普政府，挑战其在停摆期间要求职员无薪工作的安排。在2013年联邦政府关闭期间，他们提出了类似的诉讼并胜诉。空中交通管制员协会以违反公平劳工标准法为由起诉特朗普政府，据紐約郵報称是因其在停工期间没有向工人支付最低工資。

### 国会议员捐赠工资
一些民主党参议员和代表表示，他们将在停摆期间捐出薪水。参议员凱瑟琳·科爾特斯·馬斯托表示她将把她的薪水捐赠给内华达州的慈善机构参议员廣野慶子将她的工资捐赠给夏威夷食品银行马萨诸塞州参议员伊莉莎白·華倫说她将把她的工资交给非营利性的难民组织HIAS。纽约国会议员马克思·罗斯说他会把他的工资捐给慈善机构，北达科他州的传出参议员海迪·海特坎普和她的共和党同事约翰·霍文一起将薪水投入慈善事业然而，在2018年中期选举中击败海迪·海特坎普的共和黨参议员凱文·克拉默拒绝捐出他的薪水，称此举是“噱头”。
截至2019年1月10日，71位国会议员（包括13位参议员和58位众议员）声称议员不应在政府停摆期间获得薪水，要求众议院首席执行官菲尔·基科在政府停摆结束前扣留议员的工资，并提议将其捐赠给各种慈善机构或事业。

### 舆论
2019年1月，CNN民意调查公布的一项民意调查显示超过56％的公众反对隔离墙，39％的人支持建造隔离墙，45％的人认为边境局势是危机。这些数字与2018年12月的民意调查非常相似，但ABC后来的一项民意调查显示，随着停摆进入第四周，民众对建造墙的支持率正在增加 。在2018年12月23日至25日期间由YouGov进行的民意调查显示，51％的受访者认为特朗普应就此承担主要责任，44％和39%的人分别认为国会的民主党和国会的共和党应承担主要责任。路透社和易普索于2018年12月21日至25日进行的一项调查报告得出了类似的结果，47％的受访者认为总统是导致停摆的主要原因，33％的受访者则指责国会民主党人。
2019年1月CBS的一项民意调查显示，70％接受调查的美国人不希望政府因建造边界墙问题而停摆，66％的人认为特朗普应该同意没有隔离墙资金的预算法案。 

## 另見
- 美國政府停擺列表
- 2018年美国联邦政府停摆事件
- 2018年1月美国联邦政府停摆事件
- 抗缺陷法（英语：Antideficiency Act）
- 唐纳德·特朗普的总统任期（英语：Presidency of Donald Trump）
- 第115届美国国会
- 第116届美国国会